# Werther (Westf.)
Werther (Westf.), Werther (Westfalen) – miasto w Niemczech, położone w kraju związkowym Nadrenia Północna-Westfalia, w rejencji Detmold, w powiecie Gütersloh. 
W 2013 roku liczyło 11 235 mieszkańców; w 2012 było ich 11 264.

## Zobacz też

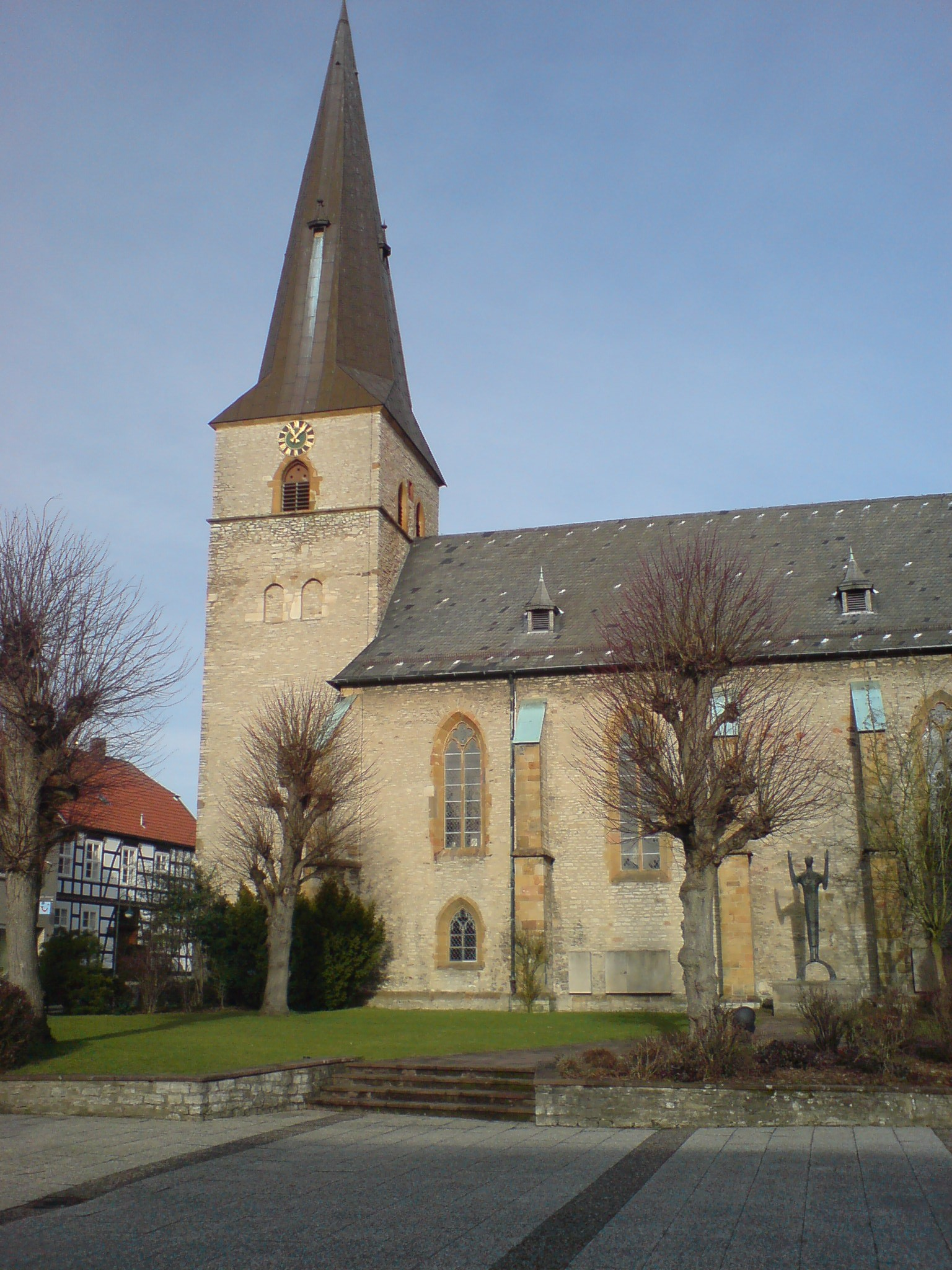
Kościół ewangelicki w Werther